# Çilaxa
Çilaxa (em árabe: الجوادية, Al-Jawadiyah) é uma cidade no oeste do Curdistão, em Rojava, na Síria. De acordo com o Escritório Central de Estatísticas da Síria (CBS), Çilaxa tinha uma população de 6.630 habitantes no censo de 2004. É o centro administrativo de um anaia (subdistrito) composto por 50 localidades, com uma população total de 40.535 habitantes em 2004.

## Demografia
Em 2004, a população da cidade era de 6.630. Curdos e árabes são partes quase iguais da população. 